# Simone Peterzano

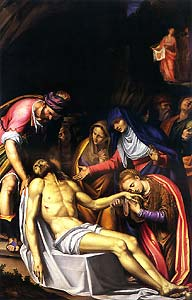
Simone Peterzano, Złożenie do grobu, 1584, kościół San Fedele w Mediolanie

Simone Peterzano (ur. 1540 w Bergamo, zm. 1596) – włoski malarz tworzący w okresie późnego manieryzmu. Znany głównie jako nauczyciel Caravaggia.

## Życiorys
Urodził się w Bergamo w 1540 roku. Uczeń Tycjana. Odniósł duży sukces dekorując w 1573 roku freskami mediolański kościół San Maurizio al Monastero Maggiore, ujawniającymi silny wpływ Paolo Veronesego i Tintoretta. W latach 1578–1582 pracował nad freskami na chórze i w prezbiterium klasztoru Certosa di Garegnano. Do jego ostatnich, charakteryzujących się zimnym, monumentalnym stylem dzieł należą Historia św.Antoniego Padewskiego z kościoła Sant Angelo w Mediolanie, Madonna z Dzieciątkiem i świętymi z kościoła parafialnego w Bioggio w szwajcarskim kantonie Ticino oraz Ołtarz świętych Ambrożego, Gerwazego i Protazego dla mediolańskiej katedry (1592, obecnie w zbiorach tamtejszej galerii Pinacoteca Ambrosiana).